# Xã Fairview, Quận Mellette, South Dakota
Xã Fairview (tiếng Anh: Fairview Township) là một xã thuộc quận Mellette, tiểu bang Nam Dakota, Hoa Kỳ. Năm 2010, dân số của xã này là 21 người.